# النصابين الثلاثة (فلم)
النصابين الثلاثة فيلم سوري للثنائي دريد ونهاد عام 1968.

## قصة الفيلم
يعيش المليونير صبحى في قصره الفخم، ويشعر بالسعادة لأن صديقه غوار هو الذي يقوم بخدمته، فقد بدت الحياة كأنها تعطى لصبحى الكثير، وها هو غوار يتحول إلى خادم، تسعى إحدى العصابات للإستيلاء على أموال صبحى، وتتمكن من سرقته، يعمل صبحى مناولا في أحد المطاعم، يرث غوار مبلغا من المال، ويصبح ثريا، ويطلب صبحى أن يعمل لديه خادما، ويدفعه إلى ذلك، تحاول العصابة سرقة أموال غوار، لكن صبحى يساعده في مواجهة العصابة، وتدور معركة ساخنة في الميناء، تتطاير شطنة الأموال فوق مياه البحر، ويعود غوار فقيرًا مرة أخرى، ويعمل الأثنان من جديد في نفس المطعم.

## طاقم العمل
تمثيل
- فريد شوقي: رؤوف/عباس.
- دريد لحام: غوار.
- نهاد قلعي: حسني.
- نبيلة عبيد: ناهد.
- طروب: زوجة جاسر.
- رفيق السبيعي:
- سليم حانا
- وداد جبور
- هند طاهر
- سمير أبو سعيد
- ماجد أفيوني
- سهيل نعماني
- شفيق حسن
- سامي مقصود
- فوزي الكيالي
- عيسى النحاس

تأليف
- صبحي النوري: سيناريو وحوار.
- عبد الحي أديب: إشراف على السيناريو.

إخراج
- نيازي مصطفى: مخرج.
- وئام الصعيدي: مساعد مخرج.
- سيمون صالح: مساعد مخرج.
- جورج هيلانة: كلاكيت.[2]

## وصلات خارجية
- مقالات تستعمل روابط فنية بلا صلة مع ويكي بيانات